# Vampirisme (ocultisme)
El vampirisme es relaciona amb l'acte i de com treure l'energia o la per mitjà d'un atac vampíric, o per mitjà de donants voluntaris. Per a alguns és considerat una malaltia, però per altres és una forma comuna d'adquirir el pa. Els mitjans de comunicació més i menys tradicionals veuen el vampirisme com una religió o sistema filosòfic, amb el suport de depredadors d'espiritualitat i on es dona gran atenció a la pràctica metafísica, el nom és l'Asetianisme.

## Ocultisme
El vampir és també un ésser d'aspecte fosc i misteriós segons els estudis ocults, en el paper de depredador de l'espiritualitat. Els conceptes de vampirisme en aquesta anàlisi difereixen de les observades en el vampirisme ficció i els conceptes escampats al voltant de la mitologia. És una antiga tradició dels misteris, en què els defensors argumenten que daten de l'època d'antic Egipte. Gran part del coneixement d'aquesta tradició, el nom d'asetianisme, són mantinguts per una antiga ordre de misteri que porta el nom d'Aset Ka, la influència de la societat és reconeguda internacionalment, i s'estableix en Portugal es troba a la ciutat de Porto.